# 默里迪恩 (紐約州)
默里迪恩（英語：Meridian）是位於美國紐約州卡尤加縣的村。

## 人口
根據2020年美國人口普查的數據，默里迪恩的面積為1.79平方千米，皆為陸地。當地共有人口287人，而人口密度為每平方千米160人。